# Pembroke (Geòrgia)
Pembroke és una població dels Estats Units a l'estat de Geòrgia. Segons el cens del 2000 tenia 2.379 habitants.

## Demografia
Segons el cens del 2000, Pembroke tenia 2.379 habitants, 819 habitatges, i 630 famílies. La densitat de població era de 120,7 habitants/km².
Dels 819 habitatges en un 38,6% hi vivien nens de menys de 18 anys, en un 51,5% hi vivien parelles casades, en un 21,1% dones solteres, i en un 23% no eren unitats familiars. En el 20,5% dels habitatges hi vivien persones soles el 8,8% de les quals corresponia a persones de 65 anys o més que vivien soles. El nombre mitjà de persones vivint en cada habitatge era de 2,82 i el nombre mitjà de persones que vivien en cada família era de 3,24.
Per edats la població es repartia de la següent manera: un 31,1% tenia menys de 18 anys, un 9,4% entre 18 i 24, un 27,8% entre 25 i 44, un 21,7% de 45 a 60 i un 9,9% 65 anys o més.
L'edat mediana era de 32 anys. Per cada 100 dones de 18 o més anys hi havia 87,6 homes.
La renda mediana per habitatge era de 28.456 $ i la renda mediana per família de 33.281 $. Els homes tenien una renda mediana de 28.879 $ mentre que les dones 19.632 $. La renda per capita de la població era de 13.795 $. Entorn del 22,4% de les famílies i el 23,7% de la població estaven per davall del llindar de pobresa.

## Poblacions més properes
El següent diagrama mostra les poblacions més properes.